# باغ اورمان
باغ اورمان (عربی: حديقة الأورمان) در استان جیزه مصر است. این باغ مقابل باغ‌وحش جیزه قرار دارد و به دلیل مساحت آن (۲۸ هکتار) یکی از بزرگترین باغهای گیاهی جهان به‌شمار می‌آید. این باغ در سال ۱۸۷۳ تأسیس شده‌است. این باغ مجموعه نادری از گیاهان و درختان نخل را در خود جای داده‌است.

## تاریخچه
این باغ در زمان سلطنت اسماعیل خدیو در سال ۱۸۷۵ با هدف ایجاد کاخ‌های خدیو با محوطه ای با درختان میوه، مرکبات و فضای سبز که اکثر آنها از جزیره سیسیل ایتالیا آورده شد، تأسیس شد.
این باغ بخشی از کاخ خدیو بود که در آن زمان با نام سرای الجیزه شناخته می‌شد. این درختان و گیاهان گلدار از سراسر جهان با دستور خدیو به این پارک آورده شده‌است.
این باغ که به سبک طبیعی درست شده توسط مهندسین فرانسوی طراحی تحت نظارت مهندس «ج. دلیشفالیری» و با همکاری باغبانان بزرگ ابراهیم حمودا به مرحله بهره‌برداری رسید، در زمان تأسیس مساحت آن ۹۵ هکتار بود و شامل سه قسمت ارمان، حرملک (که اکنون در قسمت غربی باغ وحش قرار دارد) و قسمت سلملک که در بخش پیشین پارک واقع شده‌است.
این پارک در سال ۱۸۹۰ از باغ وحش جدا شد و تا سال ۱۹۱۰ جزئی از کاخ خدیوی باقی ماند و بعد تحویل وزارت کشاورزی داده شد اما احداث خیابان دانشگاه در سال ۱۹۳۴ قسمت جنوبی آن که حدود ۲۸ هکتار است را جدا و به باغ وحش وصل کرد، که اکنون این پارک در استان جیزه در غرب رودخانه نیل و شرق دانشگاه قاهره قرار دارد.
واژه اورمان که نام این پارک است بر گرفته از یک کلمه ترکی به معنای جنگل است. این پارک اکنون یکی از باغ‌های نادر گیاهان دانه‌ای در مصر است، و دارای مجموعه‌های بزرگی حدود ۱۰۰ نوع و در بخش جزئی ۶۰۰ گونه را داراست، این باغ همچنین دارای بخشی برای تبادل بذر با دیگر پارک‌ها و مراکز تحقیقاتی در جهان است. این پارک اکنون متعلق به اداره مرکزی جنگل‌داری و محیط زیست وزارت کشاورزی مصر می‌باشد است.

## نگارخانه

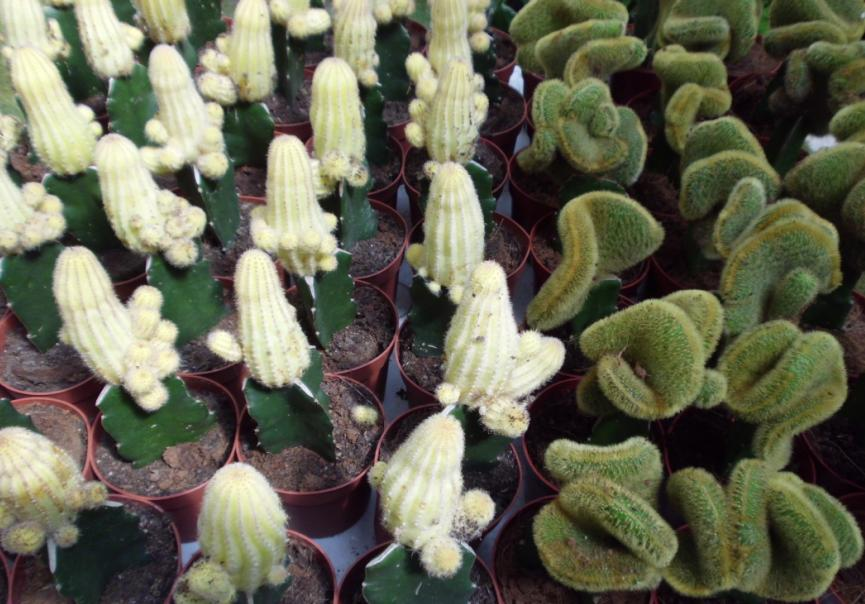
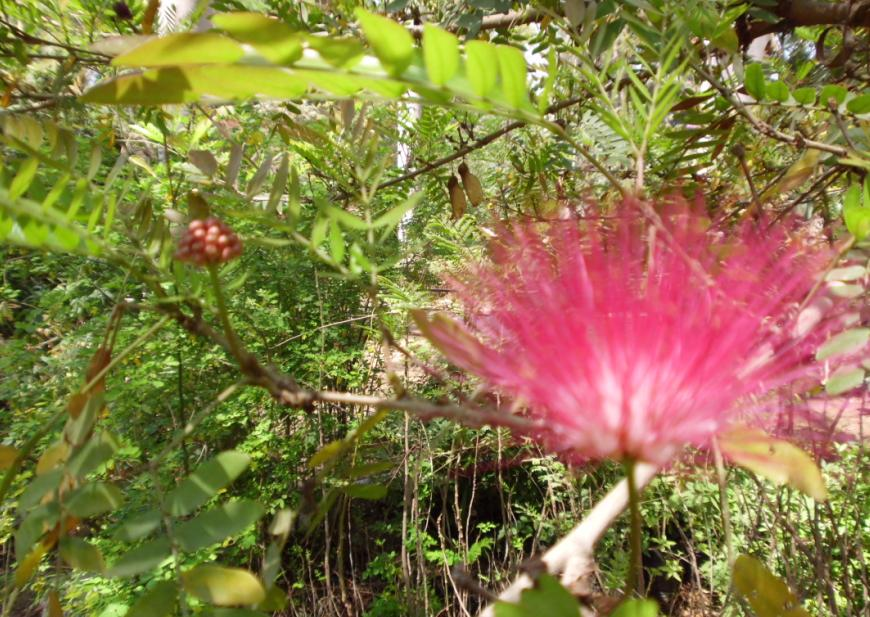
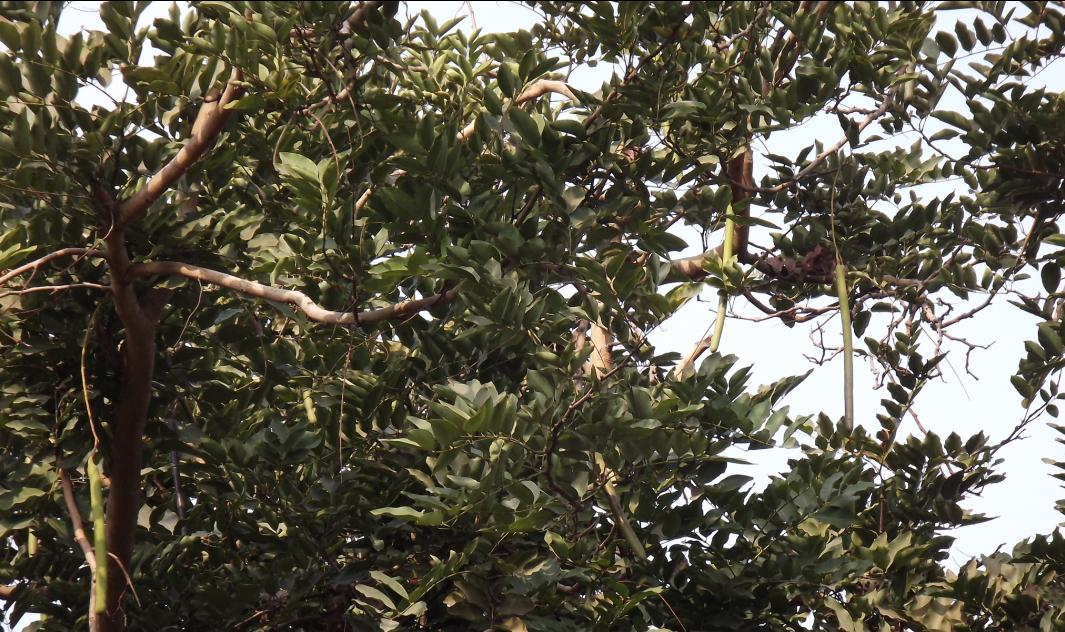
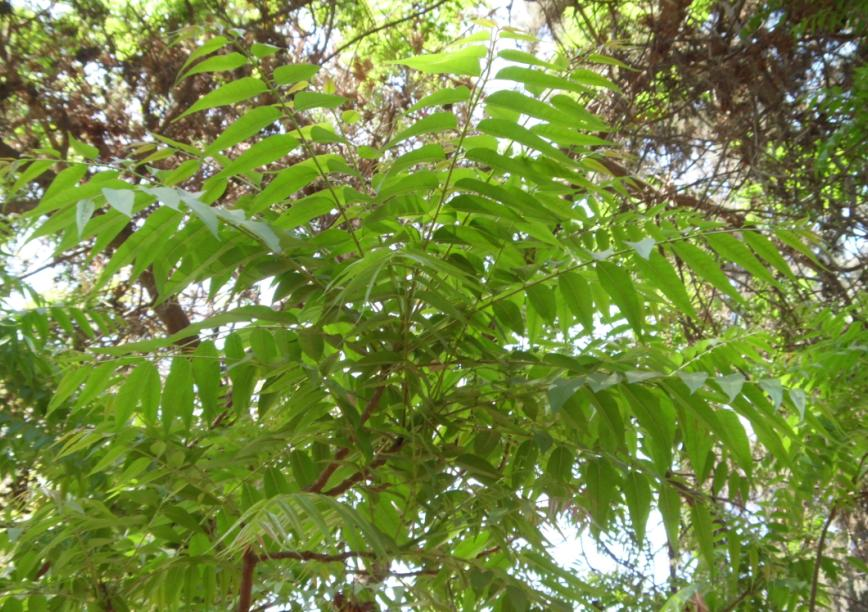
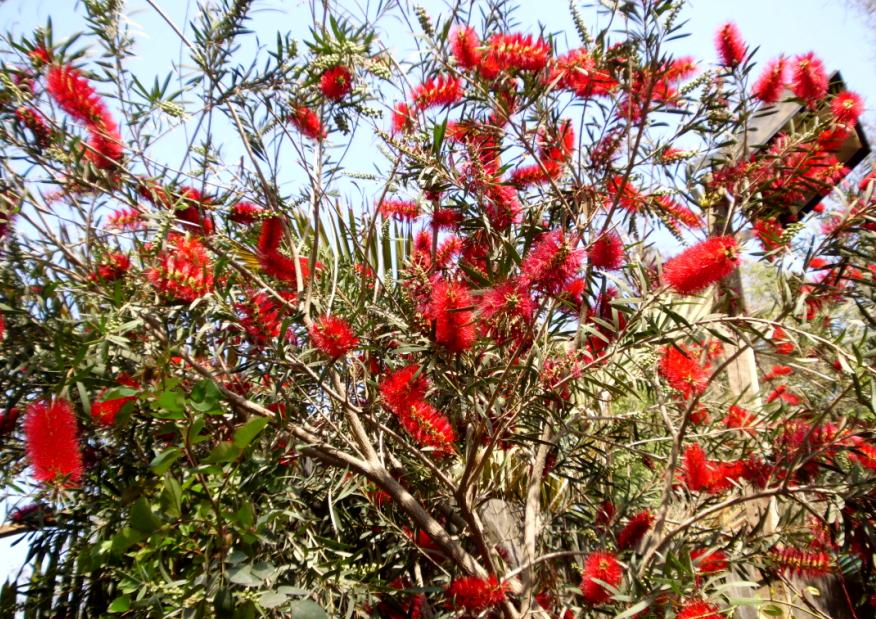
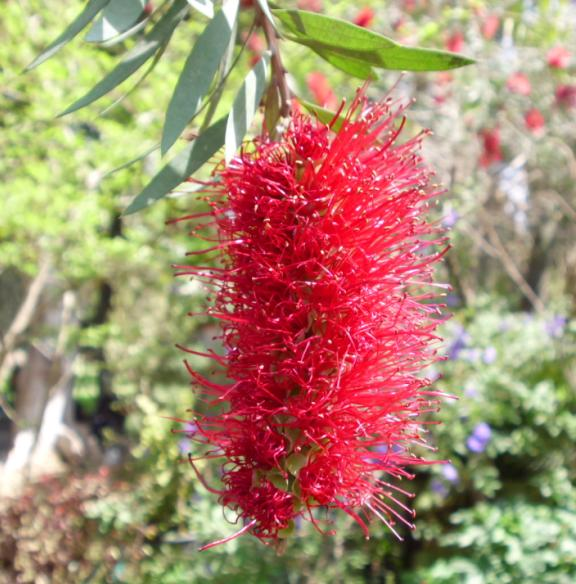
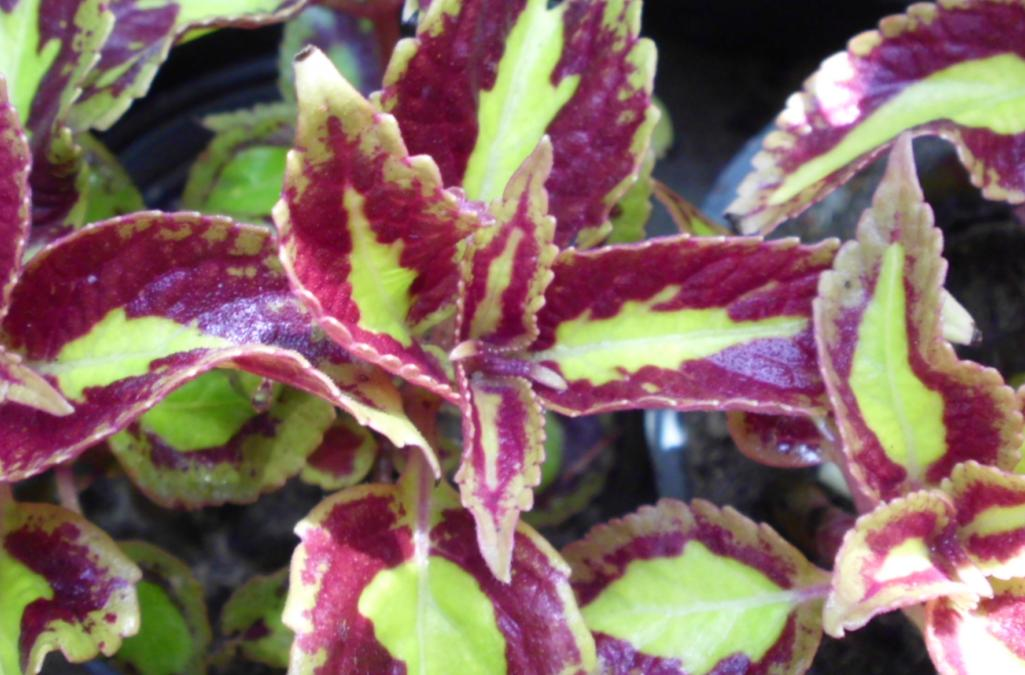
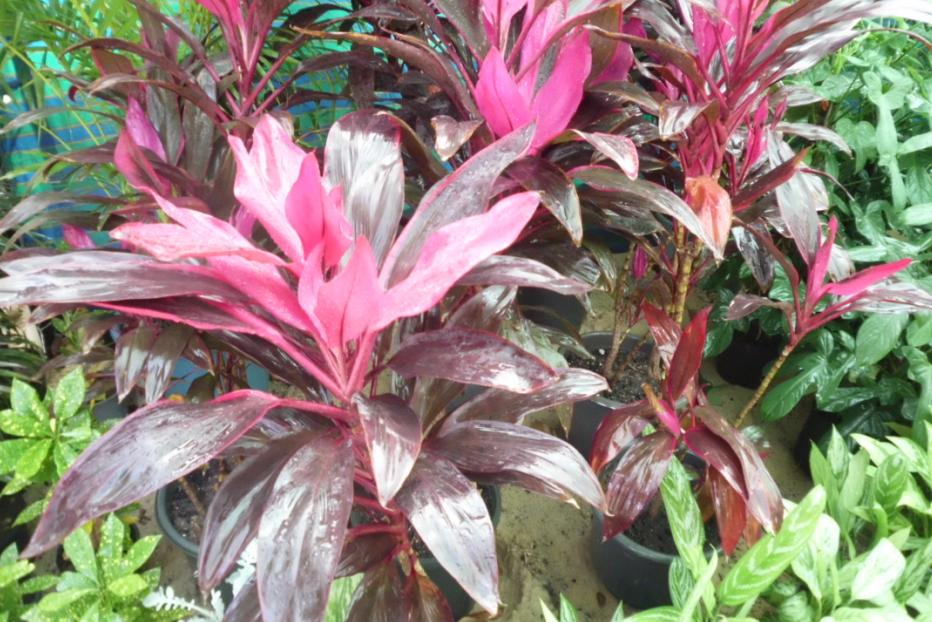
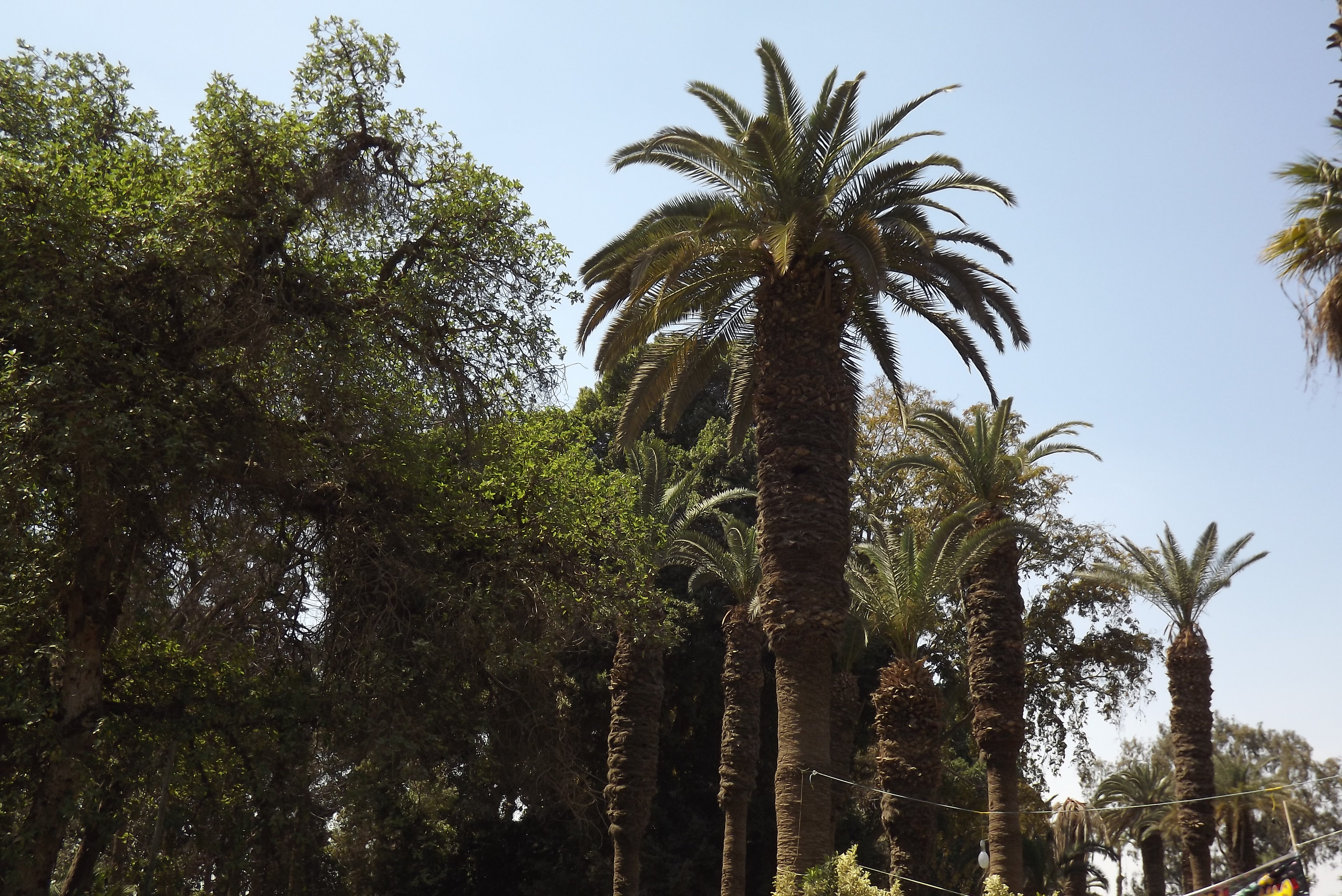
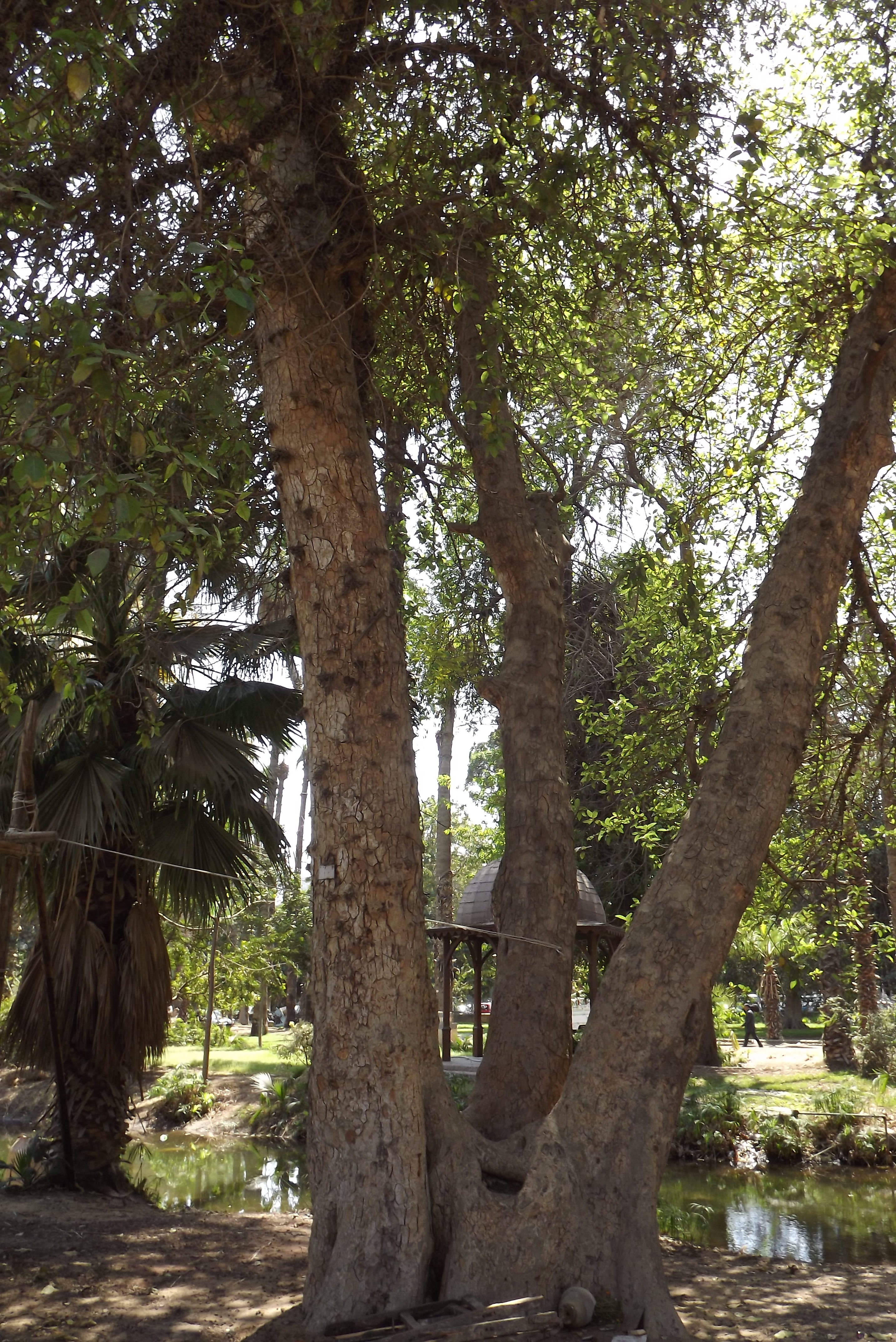
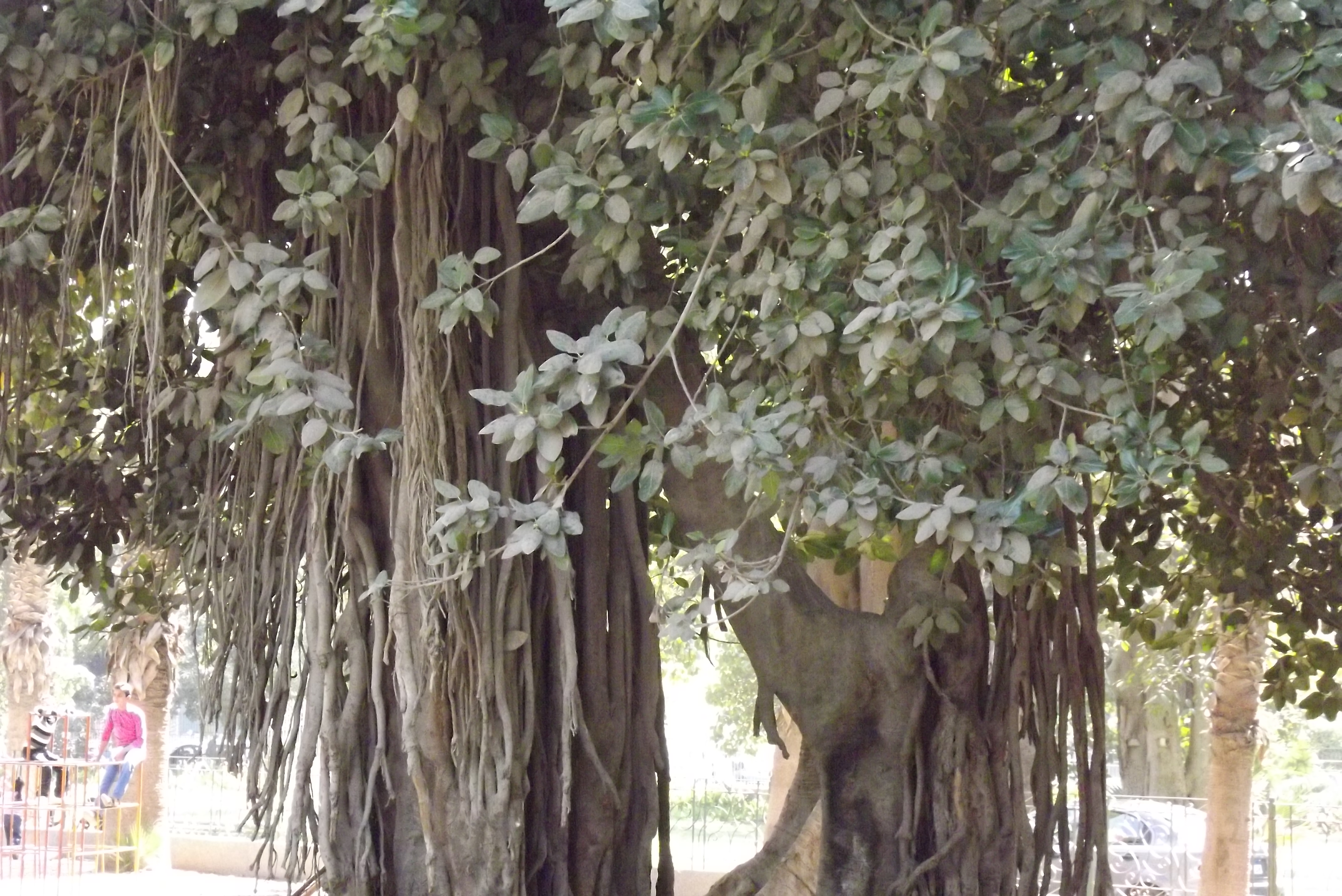
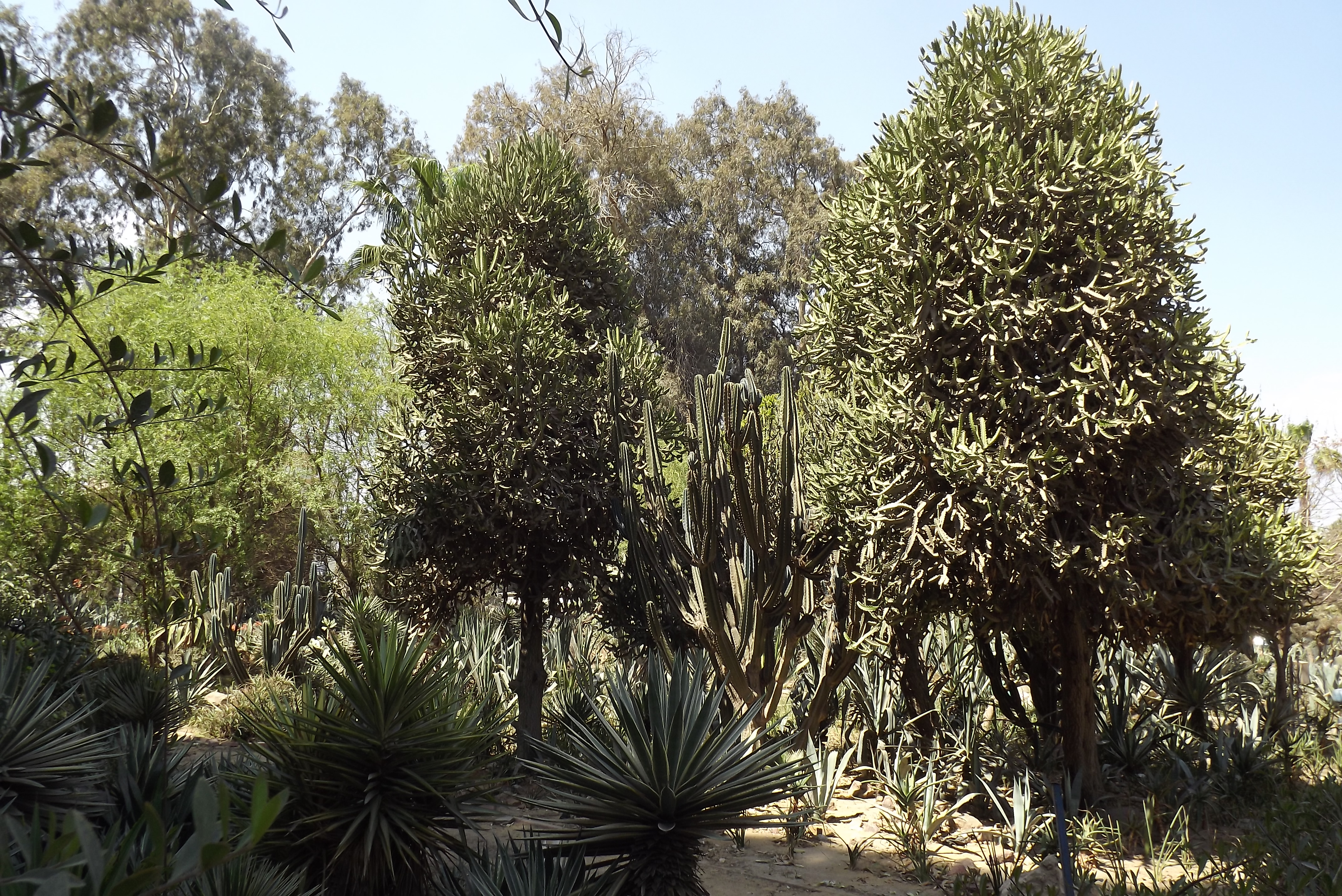
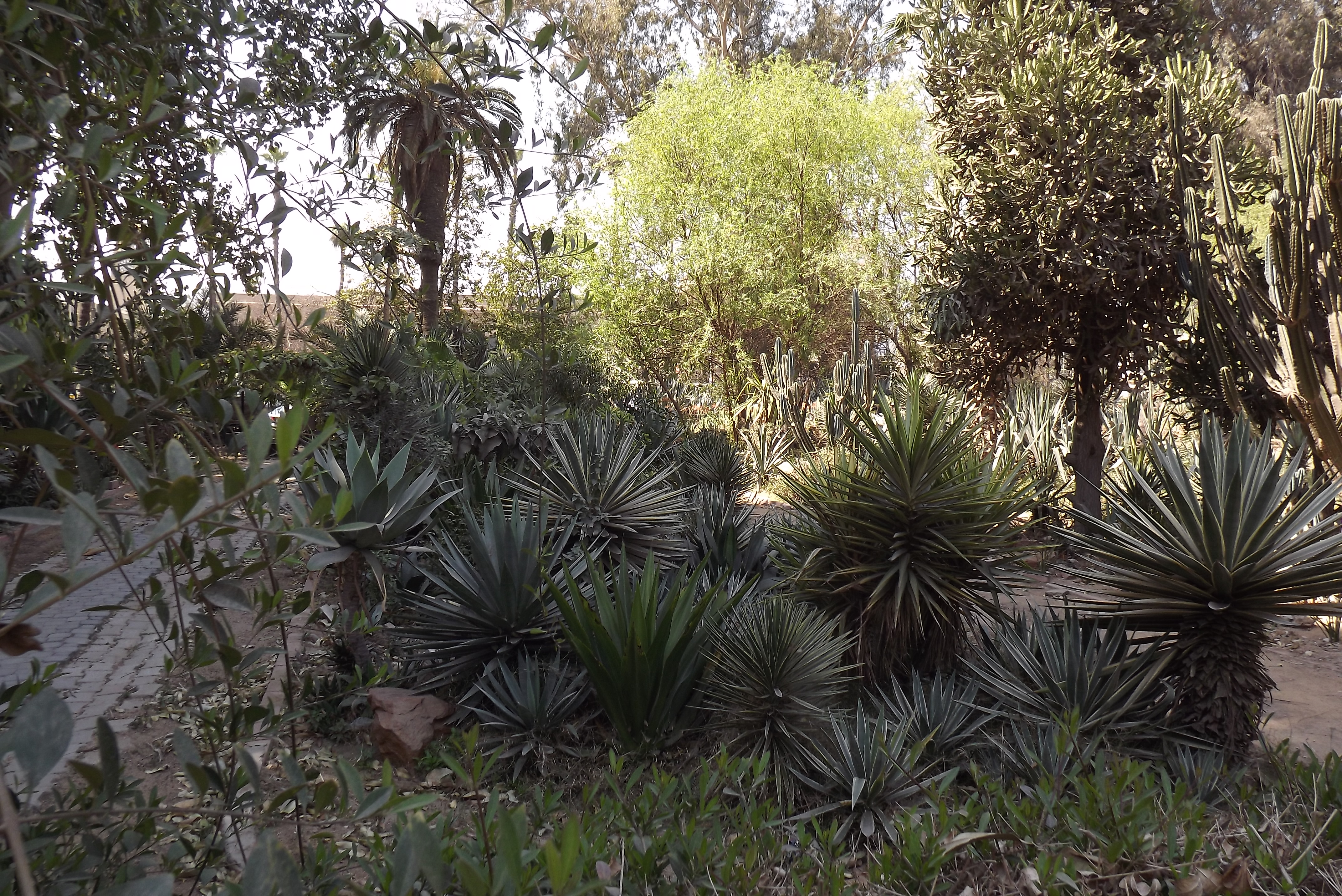
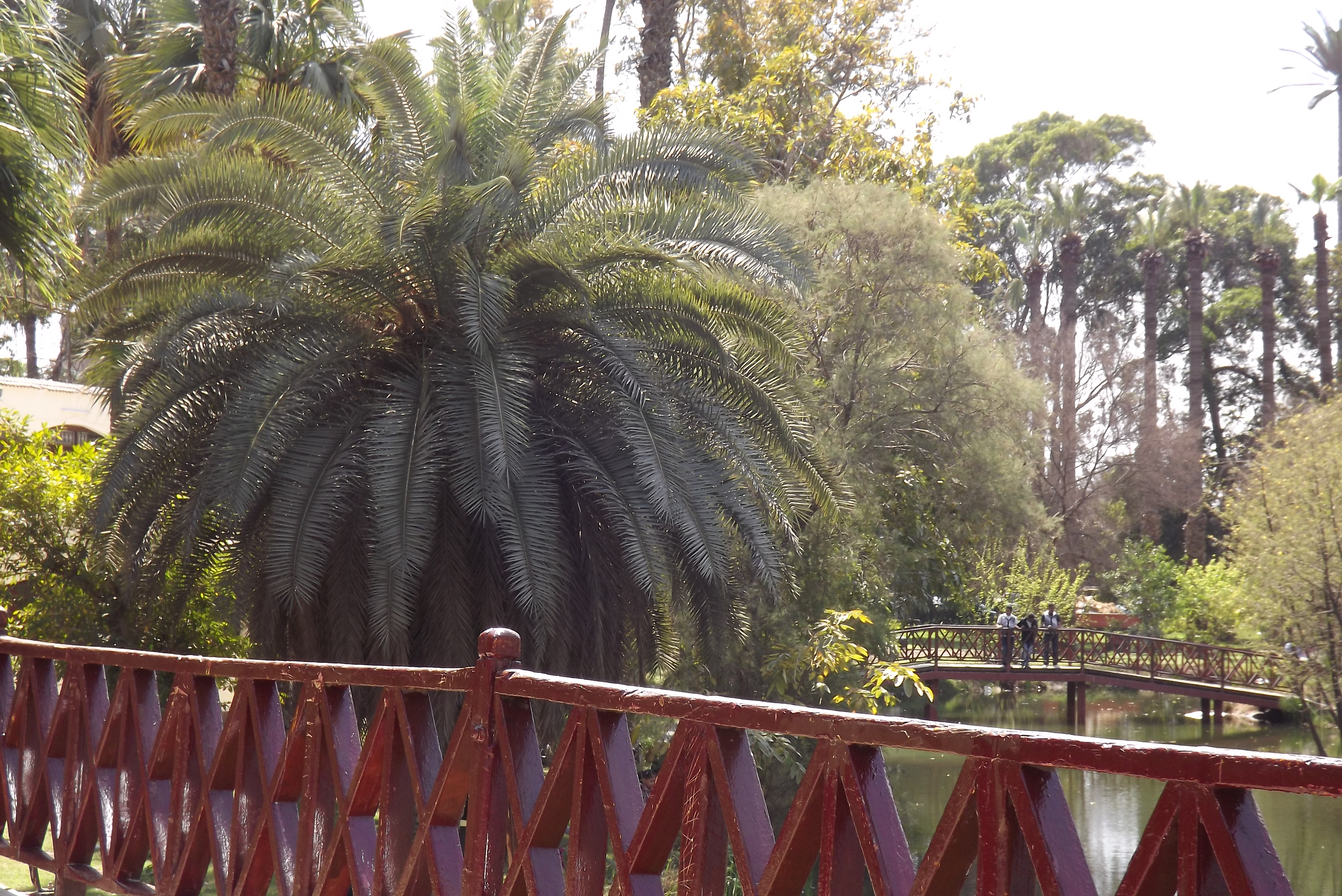
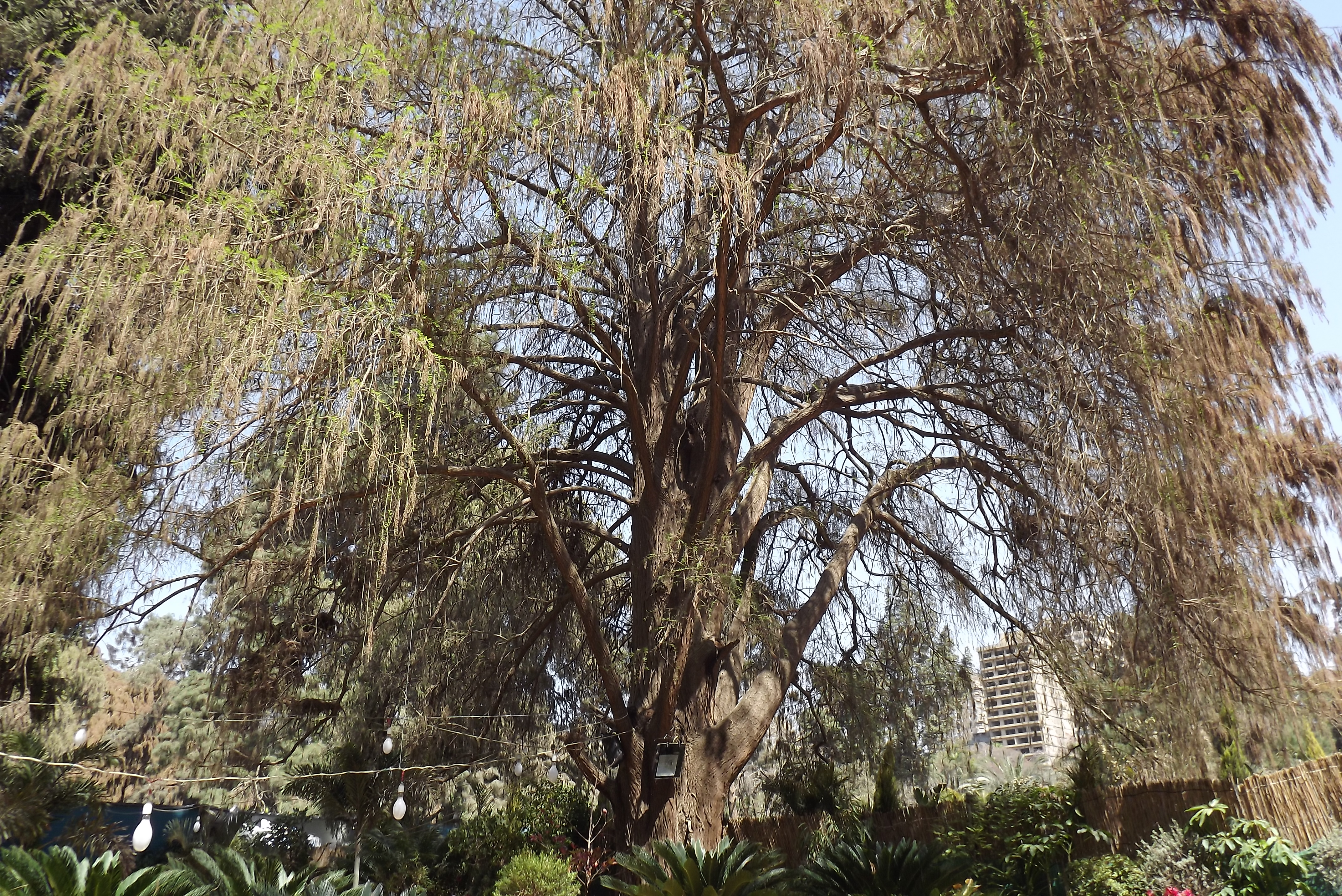
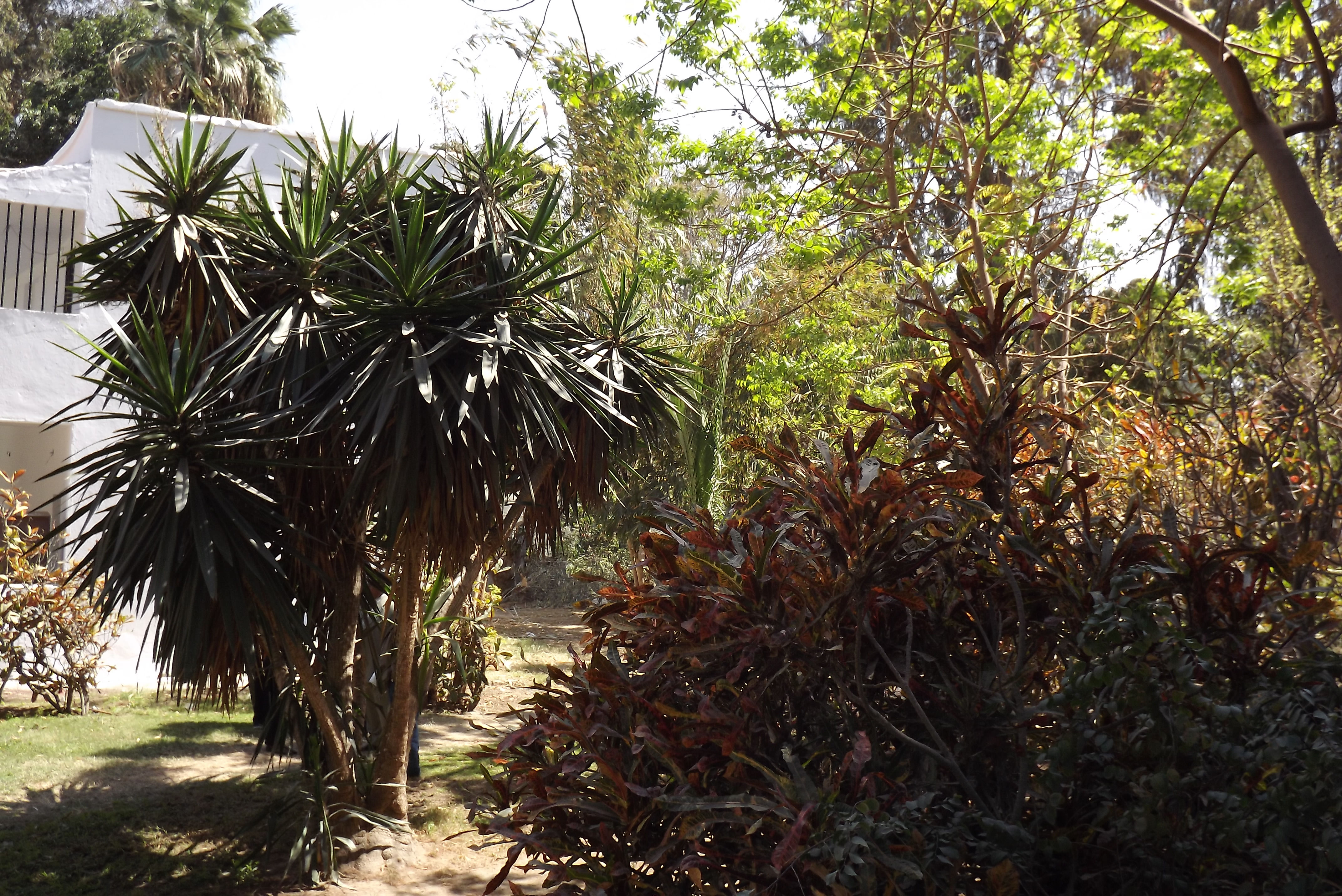
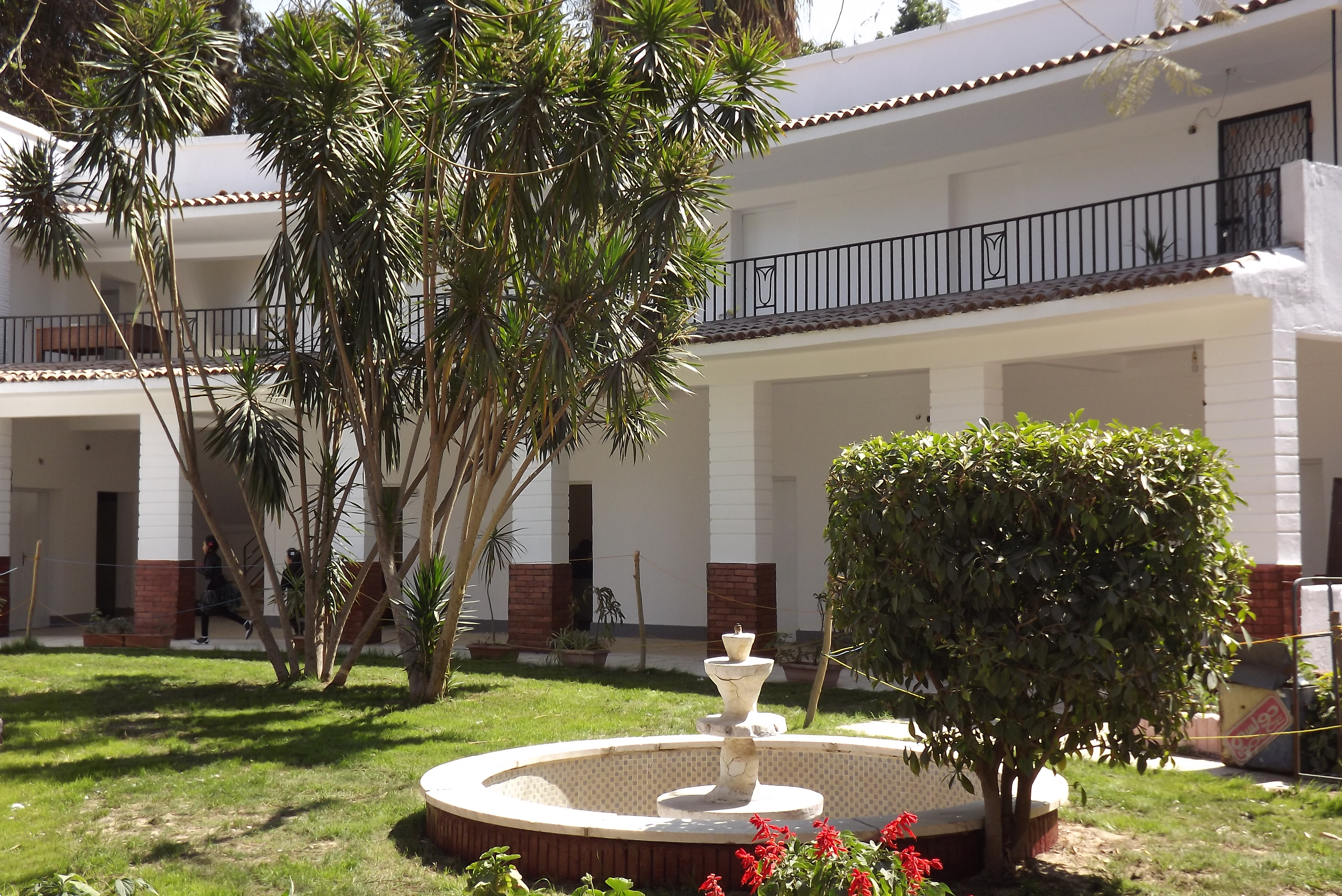
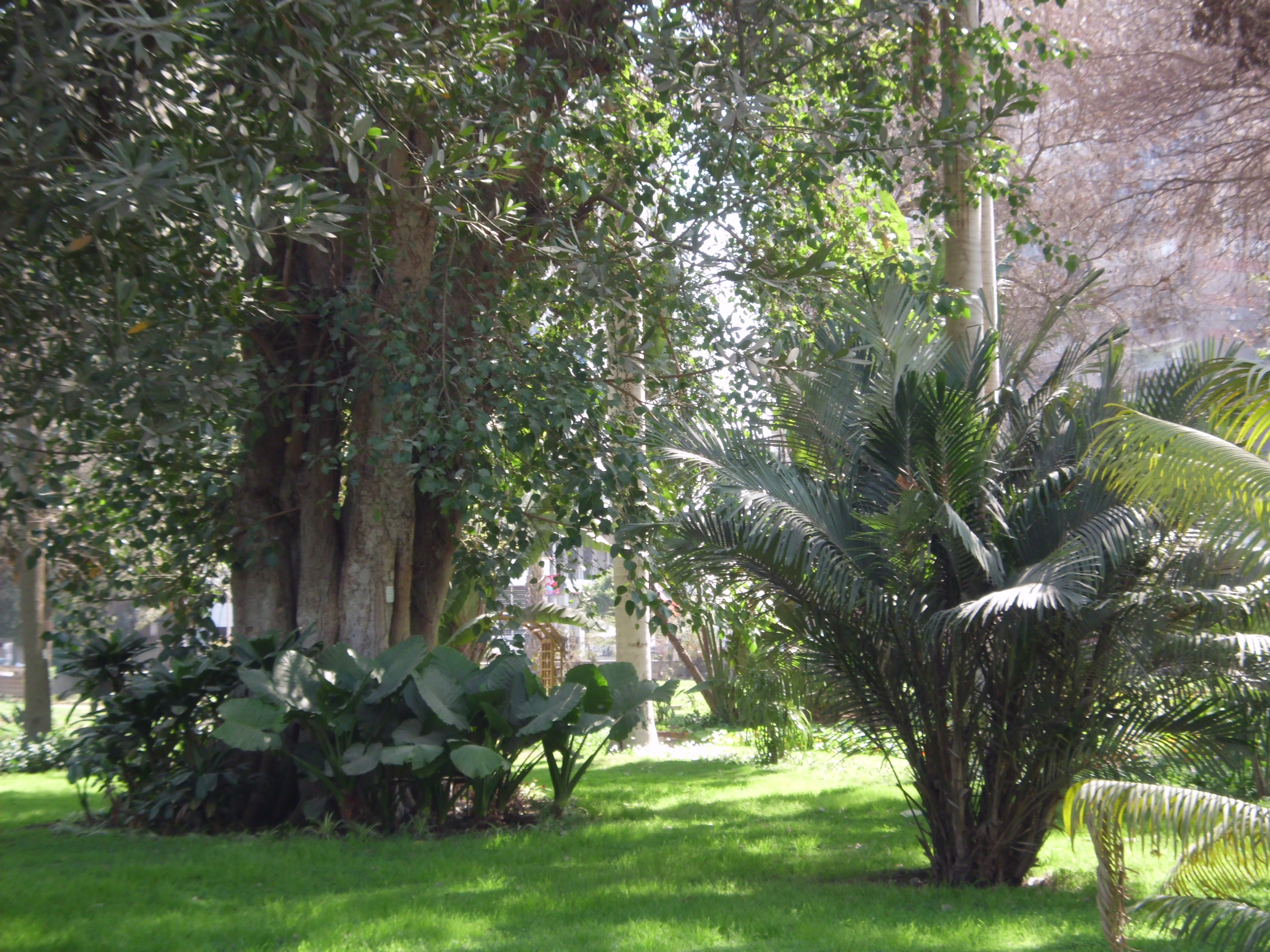
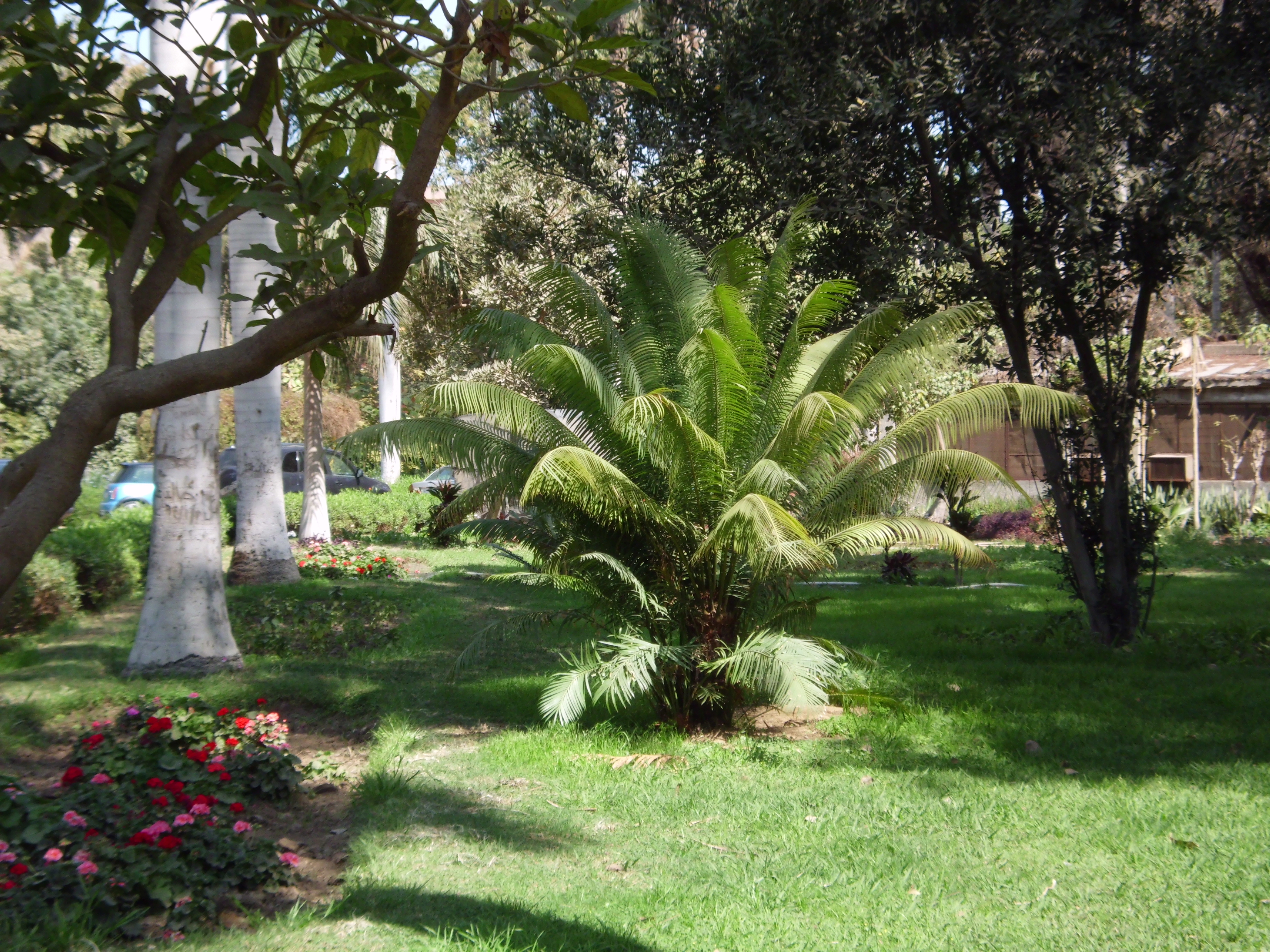